# الجوران (الرضمة)

تعديل مصدري - تعديل

الجوران هي إحدى قرى عزلة بني قيس بمديرية الرضمة التابعة لمحافظة إب، بلغ تعداد سكانها 620 نسمة حسب تعداد اليمن لعام 2004.